# Rue d'Alésia
Rue d'Alésia é uma das principais ruas dos sul de Paris, que percorre toda a extensão leste-oeste do 14.º arrondissement de Paris. É uma das poucas ruas de Paris com o nome de uma derrota francesa, ou mais precisamente, uma derrota gaulesa: a Batalha de Alésia. Ladeada por acácias, a rua se estende para o leste como Rue de Tolbiac no 13.º arrondissement, e para o oeste como Rue de Vouillé no 15.º arrondissement. Cruza a Avenue du Général Leclerc na Place Victor et Hélène Basch (ou simplesmente Alésia), a localização da Église Saint Pierre de Montrouge, bem como da Estação Alésia do Metrô de Paris.

## Origem do nome
Desde 1869, esta estrada leva o nome da cidade gaulesa de Alésia famosa pelo cerco que ela apoiou contra Júlio César.

## História

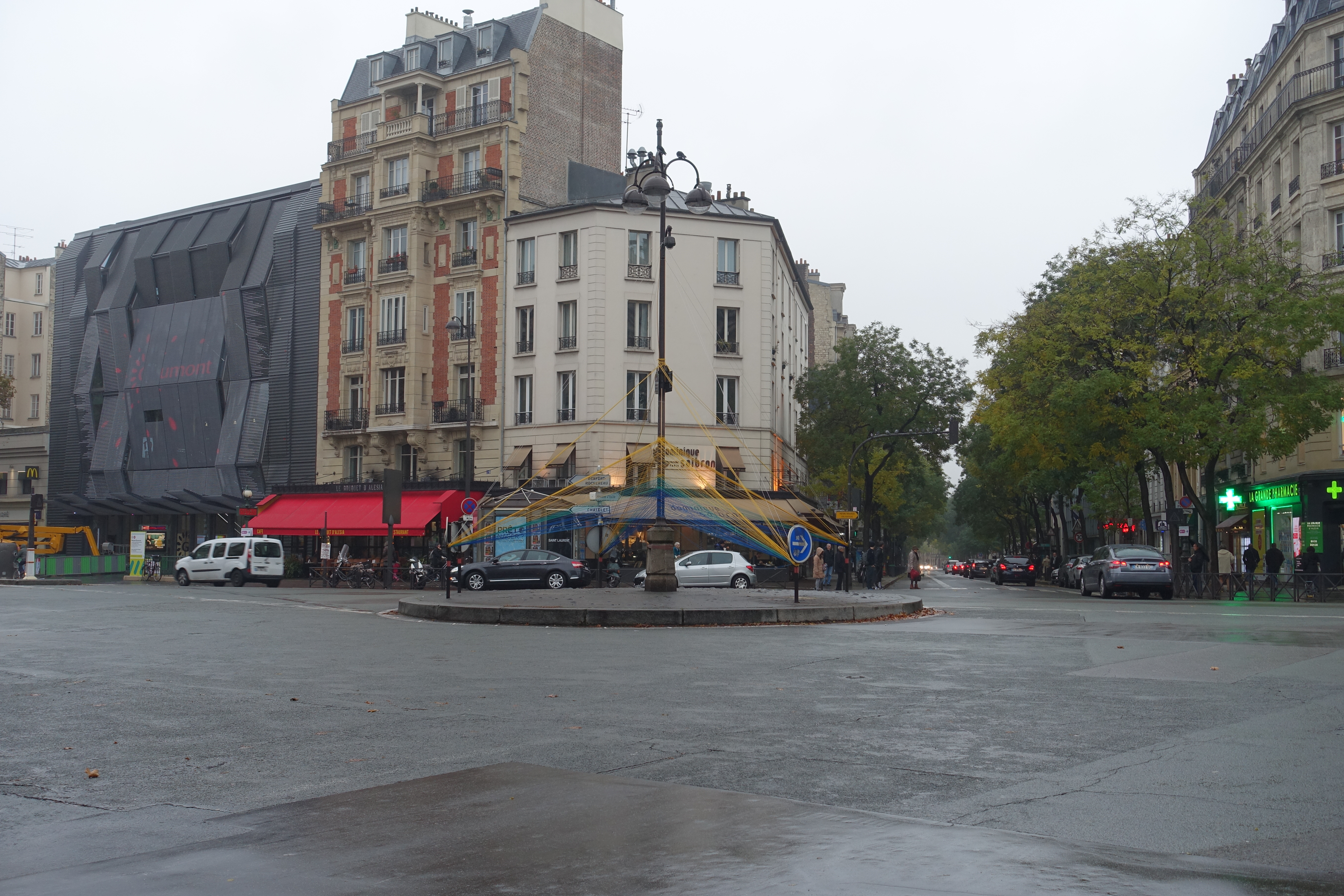
Perspectiva do trecho leste da rue d'Alésia, tirada da Place Victor et Hélène Basch

Esta rua resulta da fusão por decreto de 10 de agosto de 1868:
- de uma via aberta de 1863 a 1870 entre a Avenue Reille e a Place Victor-et-Hélène-Basch, chamada "rue d'Alésia";
- uma estrada localizada entre Place Victor-et-Hélène-Basch e a Rue Vercingétorix como um caminho campestre chamado "Chemin de la Justice" no mapa de Roussel de 1730. Este nome foi associado à presença de uma forca da Justiça senhorial da abadia de Sainte-Geneviève que provavelmente ficava no local da saída do Impasse Florimont. A Abadia de Sainte-Geneviève, cujo feudo se estendia por grande parte do atual 14.º arrondissement e além, até Vanves e Montrouge, detinha o poder da Justiça baixa, média e alta até 1674. As forcas patibulares onde ficavam pendurados os cadáveres tinham o objetivo de dissuadir os bandidos. Essas instalações macabras que aparecem em certos mapas do século XVIII foram destruídas muito depois da abolição de todos os sistemas de Justiça senhorial parisiense por Luís XIV em 1674.[2] Esta estrada que aparece como "Chemin des Bœufs" no mapa cadastral de Montrouge de 1804, faz parte da estrada departamental n° 10, denominada "Route du Transit" e, em seguida, "Avenida du Transit", por causa da ferrovia, e finalmente "Rue d'Alésia" em 1868.

## Edifícios notáveis e lugares de memória

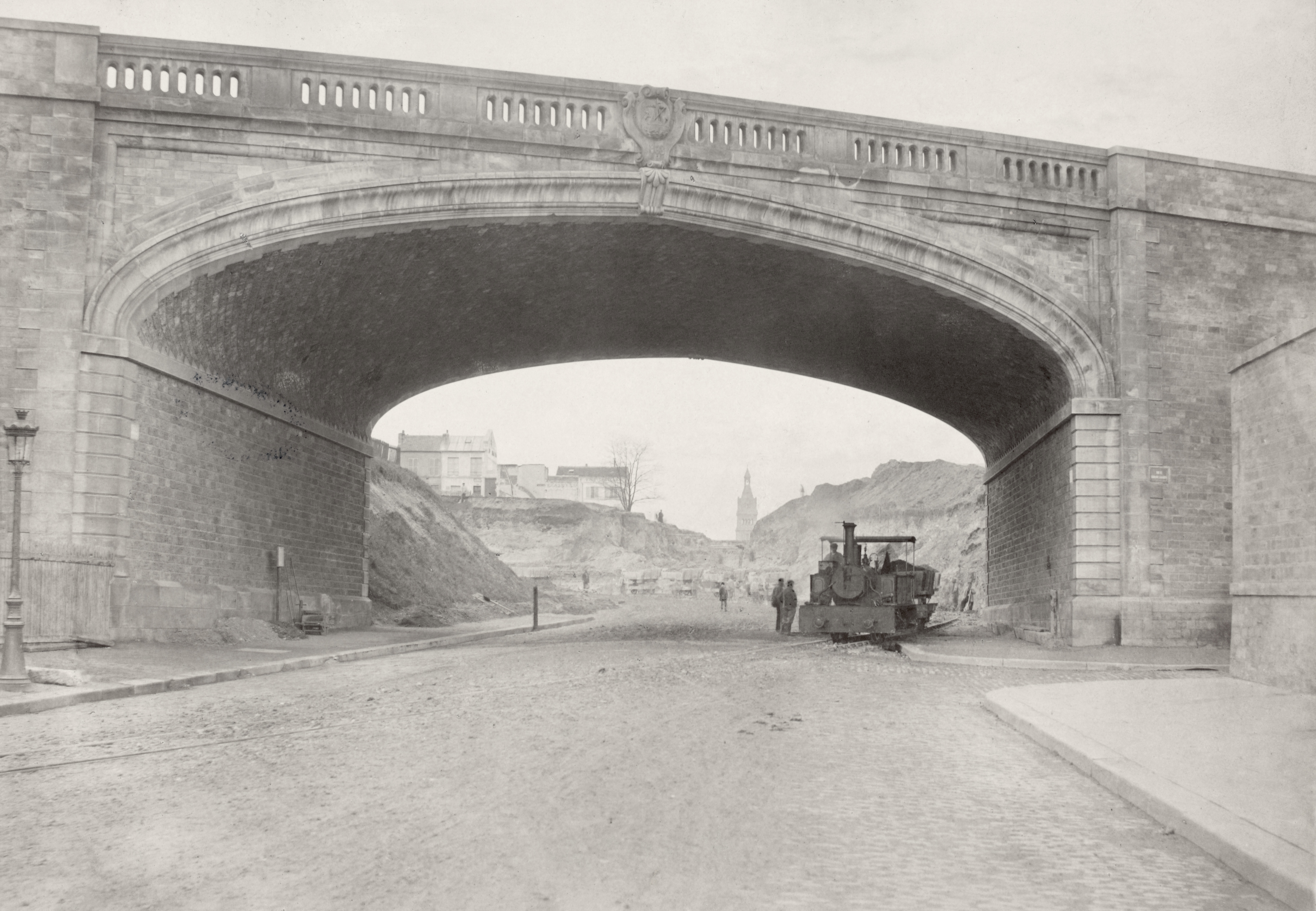
A abertura da rua e sua passagem sob a linha de Sceaux (fotografia de Charles Marville).